# Bud Lee
Bud Lee (nascido em setembro de 1955) é um diretor de cinema adulto. É membro da Hall da Fama da AVN e também trabalha como agente da 101 Modeling, Inc.
Lee foi casado com as atrizes pornográficas, Asia Carrera, de 1995 a 2003, e Hyapatia Lee, de 1980 a 1992.